# 1941-es Copa América
Az 1941-es Dél-amerikai Válogatottak Bajnoksága a 16. dél-amerikai kontinenstorna volt. Chile adott otthont az események, a tornát az argentin csapat nyerte meg.

## Résztvevők
| - Argentína - Chile - Ecuador | - Peru - Uruguay |

Bolívia, Brazília, Kolumbia és Paraguay visszalépett.

## Eredmények
Az öt részt vevő válogatott egy csoportban, körmérkőzéses formában mérkőzött meg egymással. A csoport élén végzett csapat nyerte meg a kontinensviadalt.

### Mérkőzések
| 1941. február 2. |

| Chile                                           | 5–0   | Ecuador |
| ----------------------------------------------- | ----- | ------- |
| Toro 10' Sorrel 18' 78' Pérez 25' Contreras 43' | (4–0) |         |

| Estadio Nacional de Chile, Santiago de Chile Nézőszám: 40 000 Játékvezető: José Bartolomé Macías (argentin) |

| 1941. február 9. |

| Uruguay                                                      | 6–0   | Ecuador |
| ------------------------------------------------------------ | ----- | ------- |
| Rivero 9' 23' 87' Gambetta 16' Porta 39' Laurido 75' (öngól) | (4–0) |         |

| Estadio Nacional de Chile, Santiago de Chile Nézőszám: 70 000 Játékvezető: Alfredo Vargas (chilei) |

| 1941. február 9. |

| Chile     | 1–0   | Peru |
| --------- | ----- | ---- |
| Pérez 20' | (1–0) |      |

| Estadio Nacional de Chile, Santiago de Chile Nézőszám: 70 000 Játékvezető: José Bartolomé Macías (argentin) |

| 1941. február 12. |

| Argentína     | 2–1   | Peru         |
| ------------- | ----- | ------------ |
| Moreno 2' 72' | (1–0) | Socarraz 53' |

| Estadio Nacional de Chile, Santiago de Chile Nézőszám: 45 000 Játékvezető: Alfredo Vargas (chilei) |

| 1941. február 16. |

| Argentína                              | 6–1   | Ecuador    |
| -------------------------------------- | ----- | ---------- |
| Marvezzi 3' 17' 28' 39' 59' Moreno 30' | (5–0) | Freire 47' |

| Estadio Nacional de Chile, Santiago de Chile Nézőszám: 70 000 Játékvezető: Anibal Tejada (uruguayi) |

| 1941. február 16. |

| Uruguay                  | 2–0   | Chile |
| ------------------------ | ----- | ----- |
| Cruche 35' Chirimini 78' | (1–0) |       |

| Estadio Nacional de Chile, Santiago de Chile Nézőszám: 70 000 Játékvezető: José Bartolomé Macías (argentin) |

| 1941. február 23. |

| Peru                                  | 4–0   | Ecuador |
| ------------------------------------- | ----- | ------- |
| T. Fernández 25' 32' 48' Vallejas 36' | (3–0) |         |

| Estadio Nacional de Chile, Santiago de Chile Nézőszám: 48 000 Játékvezető: Víctor Francisco Rivas (chilei) |

| 1941. február 23. |

| Argentína  | 1–0   | Uruguay |
| ---------- | ----- | ------- |
| Sastre 53' | (0–0) |         |

| Estadio Nacional de Chile, Santiago de Chile Nézőszám: 48 000 Játékvezető: Alfredo Vargas (chilei) |

| 1941. február 26. |

| Uruguay                 | 2–0   | Peru |
| ----------------------- | ----- | ---- |
| Riephoff 37' Varela 70' | (1–0) |      |

| Estadio Nacional de Chile, Santiago de Chile Nézőszám: 20 000 Játékvezető: José Bartolomé Macías (argentin) |

| 1941. március 4. |

| Argentína  | 1–0   | Chile |
| ---------- | ----- | ----- |
| García 71' | (0–0) |       |

| Estadio Nacional de Chile, Santiago de Chile Nézőszám: 70 000 Játékvezető: Anibal Tejada (uruguayi) |

### Végeredmény
A hazai csapat eltérő háttérszínnel kiemelve.
| Helyezés | Nemzet    | M | Gy | D | V | G+ | G– | Gk  | P |
| -------- | --------- | - | -- | - | - | -- | -- | --- | - |
| Arany    | Argentína | 4 | 4  | 0 | 0 | 10 | 2  | +8  | 8 |
| Ezüst    | Uruguay   | 4 | 3  | 0 | 1 | 10 | 1  | +9  | 6 |
| Bronz    | Chile     | 4 | 2  | 0 | 2 | 6  | 3  | +3  | 4 |
| 4.       | Peru      | 4 | 1  | 0 | 3 | 5  | 5  | 0   | 2 |
| 5.       | Ecuador   | 4 | 0  | 0 | 4 | 1  | 21 | –20 | 0 |

| Az 1941-es Dél-amerikai Válogatottak Bajnoksága győztese |
| -------------------------------------------------------- |
| ARGENTÍNA 6. cím                                         |

### Gólszerzők
| 5 gólos - Juan Marvezzi 3 gólos - José Manuel Moreno - Teodoro Fernández - Ismael Rivero 2 gólos - Raúl Pérez - Enrique Sorrel | 1 gólos - Enrique García - Antonio Sastre - Armando Contreras - Raúl Toro - César Augusztuso Freire - César Socarraz - Manuel Vallejas | 1 gólos (folytatás) - Oscar Chirimini - Ubaldo Cruche - Schubert Gambetta - Obdulio Jacinto Varela - Roberto Porta - Juan Pedro Riephoff Öngólos - Jorge Laurido ( Uruguay ellen) |

## Külső hivatkozások
- 1941 South American Championship